# Breuilaufa
Breuilaufa (tiếng Occitan: Lo Bruèlh au Fag) là một xã của tỉnh Haute-Vienne, thuộc vùng Nouvelle-Aquitaine, miền trung nước Pháp.